# Риковичі
Рико́вичі — село в Україні, у Павлівській сільській громаді Володимирського району Волинської області. Населення становить 968 осіб.
Село Риковичі розташоване за 14 км від колишнього районного центру і залізничної станції Іваничі. Населення — 968 чоловік, 314 дворів. Є молитовний дім. 

## Історія
Перші згадки про Риковичі в історичних документах належать до 15 ст. Спочатку це було невеличке поселення, що складалося із 9 хат і називалося «Палажівкою». Свою назву село одержало на честь іноземця Рикова, який на території даного поселення збудував вітряк (млин).
Після Люблінської Унії 1569 року Риковичі у числі інших українських міст і сіл захопила шляхетська Польща. У 1795 році після III поділу Польщі село захопила Росія. У 1862 році у селі було складено уставну грамоту. Земля навколо села належала графу Чацькому, який проживав у Порицьку і мав 3 фільварки: Риковичі, Радовичі, Конюхи. У Риковичах управляючим був пан Шатурський. До його володінь належала ферма, ліс, який тягнувся від околиці села до Загорова. А збоку — велике і глибоке озеро.
На західній околиці села знаходилось 7 ставків. У цей час у селі проживало 296 селян у 91 дворі. У 1919 році село було захоплене польськими військами і за Ризьким договором 1921 року відійшло до Польщі. У 1930 році у фільварку поміщика Перетятковича в Риковичах відбувся страйк сільськогосподарських робітників — один із найбільших на Волині. Власник фільварку погодився на всі вимоги страйкуючих. Під час окупації у селі діяв осередок КПЗУ. За революційну діяльність 4 жителів села було засуджено на Володимир-Волинському «процесі 151» до 10 років тюремного ув'язнення.

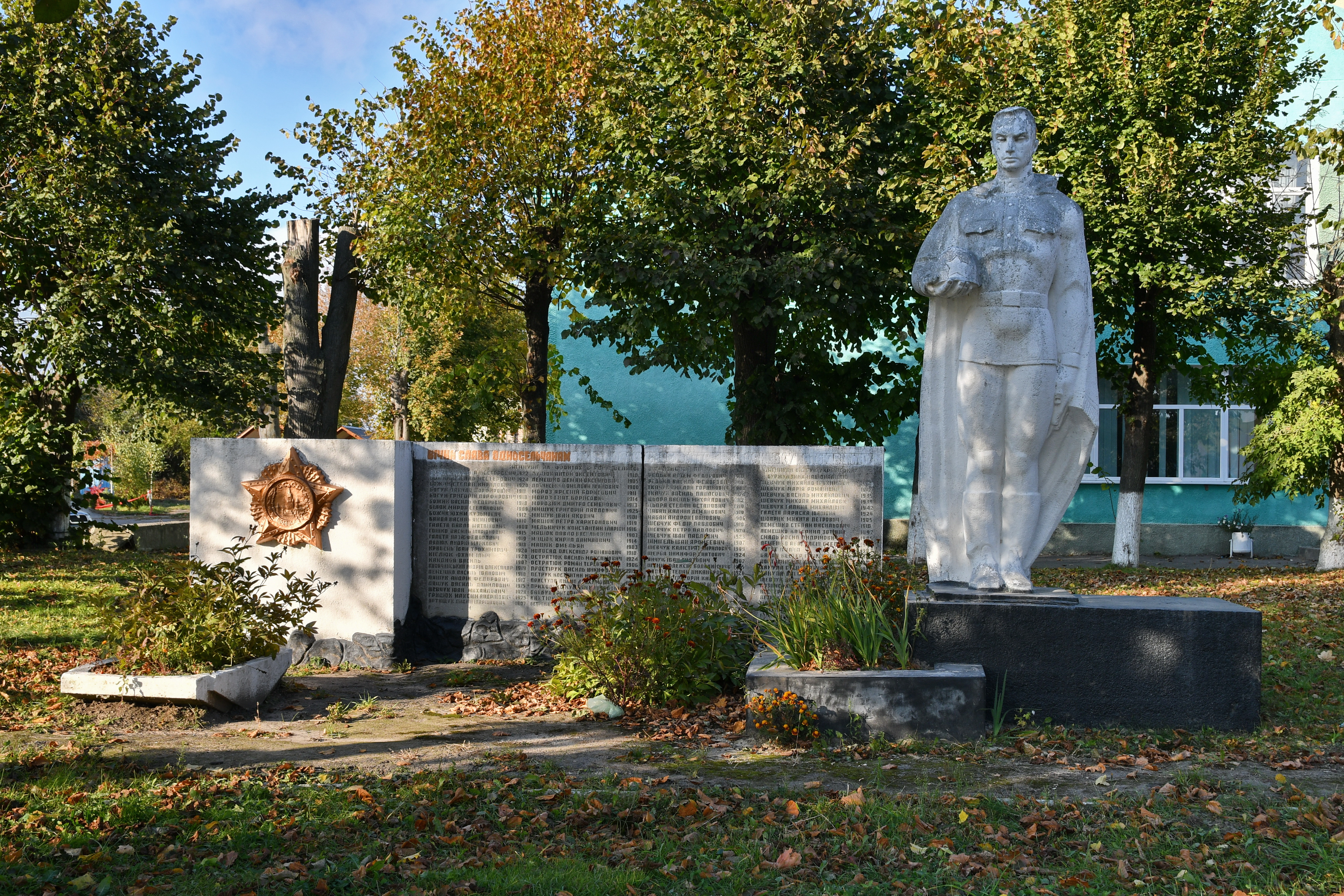
Пам'ятник землякам (1971 рік)

У 1939 році у селі встановилась радянська влада. Відразу ж було створено селянський комітет, а незабаром сільську Раду, яку очолив Киричук Семен. У роки Німецько-радянської війни на території села стояла діюча військова частина. У 1942 році протягом доби перебувало з'єднання Ковпака. 31 січня 1944 року в одному з боїв за визволення села Риковичі був смертельно поранений партизан-ковпаківець зі стрілецького батальйону Волобуєв Микола Іванович, могила якого знаходиться на сільському кладовищі. У червні 1944 року село було визволене від німецько-нацистських окупантів військами 1 Українського фронту.

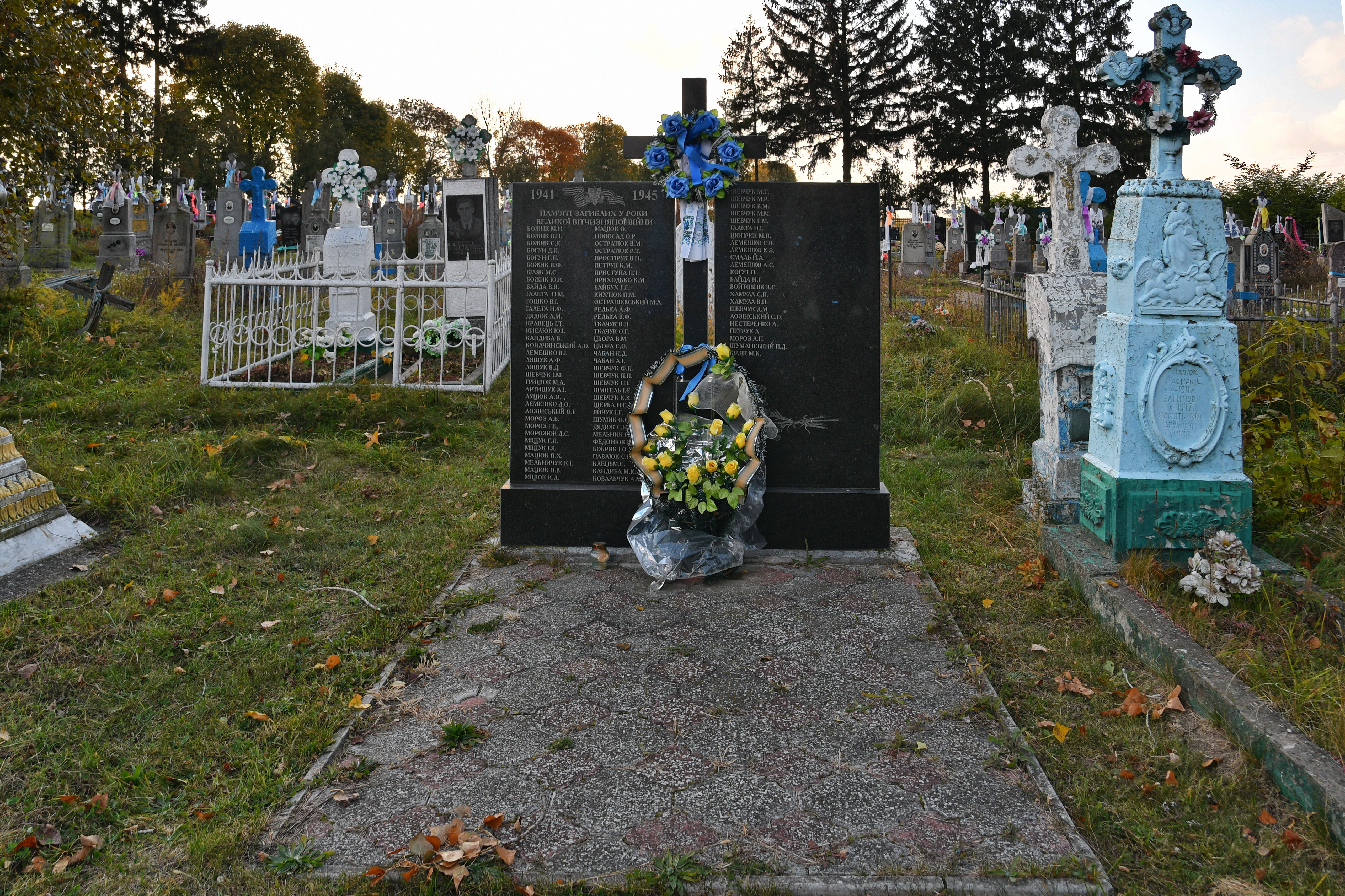
Пам'ятник землякам (на кладовищі)

З 1964 по 1994 рік на території села був колгосп ім. Калініна.
У селі є медичний пункт, будинок культури, середня школа.
Перша згадка про школу датується 1907 роком. На той час у селі проживало 1116 жителів. Із 90 дітей 8-11 років навчалося 64. Школа була церковно-приходською. У 1939 році відкривається національна початкова школа. З 1948 року — семирічна школа, з 1964—восьмирічна. В 1993 році з неповної середньої реорганізована у середню школу. Сьогодні в школі навчається близько 150 учнів, з якими працює 22 педагоги.
Пам'яткою архітектури на сьогоднішній день є Свято-Покровська церква, побудована в 1889 році, семикупольна у вигляді хреста (дерев'яна).
12 червня 2020 року, відповідно до розпорядження Кабінету Міністрів України № 708-р «Про визначення адміністративних центрів та затвердження територій територіальних громад Волинської області», увійшло до складу Павлівської сільської територіальної громади.
19 липня 2020 року, в результаті адміністративно-територіальної реформи та ліквідації  Іваничівського району, село увійшло до новоутвореного Володимир-Волинського району (від 18 липня 2022 Володимирського).

## Населення
Згідно з переписом УРСР 1989 року чисельність наявного населення села становила 1072 особи, з яких 489 чоловіків та 583 жінки.
За переписом населення України 2001 року в селі мешкали 1024 особи.

### Мова
Розподіл населення за рідною мовою за даними перепису 2001 року:
| Мова       | Відсоток |
| ---------- | -------- |
| українська | 99,51 %  |
| російська  | 0,39 %   |
| білоруська | 0,10 %   |

## Персоналії

### Померли
- Закоштуй Ананій — провідник ОУН Волинської області.